# Крижко Василь Васильович
Крижко Василь Васильович (нар. 24 липня 1952, с. Малинівка Генічеського р-ну Херсонської область) – кандидат педагогічних наук (1994), ректор Запорізького обласного інституту післядипломної педагогічної освіти (2000), професор (2006), завідувач кафедри педагогіки вищої школи та управління освітніми закладами Бердянського державного педагогічного інституту (2001-2002), Відмінник освіти України (2002), заслужений працівник освіти України (2005), член-кореспондент Української академії наук,

## Життєпис
Василь Васильович Крижко народився 24 липня 1952 року в с. Малинівка на Херсонщині. Закінчив природничо-географічний факультет Мелітопольського державного педагогічного інституту (1973).

## Професійна діяльність
- 1973 - закінчив природничо-географічний факультет Мелітопольського державного педагогічного інституту
- 1973 - учитель географії та біології в Остріківській середній школі Токмацького району
- 1974 - заступник директора школи з навчально-виховної роботи Остриківської середньої школи Токмацького району
- 1975 - директор Новенської середньої школи,
- 1977 - директор Чернігівської середньої школи Чернігівського району
- 1977 - завідувач кабінету географії Запорізького обласного інституту удосконалення кваліфікації вчителів
- 1982 - завідувач кабінету школознавства і курсової перепідготовки
- 1984 - директор Запорізького обласного інституту удосконалення кваліфікації вчителів
- 1990 - старший викладач кафедри педагогіки
- 1994 - захистив кандидатську дисертацію “Організаційно-педагогічної умови підвищення ефективності діяльності керівника школи нового типу” і отримав учену ступінь кандидата педагогічних наук зі спеціальності 13.00.01 – загальна педагогіка та історія педагогіки
- 1995 - доцент кафедри основ управління і педагогічного менеджменту
- 1996 - доцент кафедри управління розвитком загальноосвітніх і професійно-технічних навчальних закладів
- 1998 - завідуючий кафедрою педагогіки та психології післядипломної освіти Запорізького обласного інституту вдосконалення кваліфікації вчителів
- 2000 - призначений на посаду ректора, з утворенням на базі Запорізького обласного інституту удосконалення кваліфікації вчителів, Запорізького обласного інституту післядипломної педагогічної освіти
- 2001 - ректор Бердянського державного педагогічного інституту, з 2002-2010 – Бердянського державного педагогічного університету[2].
- 2006 - отримав вчене звання професора
- 2012 - очолює кафедру педагогіки вищої школи, управління навчальним закладом та методики викладання суспільствознавчих дисциплін соціально-гуманітарного факультету Бердянського державного педагогічного університету
- 2017 – завідувач кафедри менеджменту та адміністрування гуманітарно-економічного факультету Бердянського державного педагогічного університету.

## Звання та нагороди
Відмінник народної освіти
2002 -  нагороджений нагрудним знаком МОН України «Відмінник освіти України»
2005 -  Почесне звання заслужений працівник освіти України
Нагороджений Грамотами Міністерства освіти і науки України
нагороджений грамотою міністерства освіти Болгарії
нагороджений Почесною грамотою Кабінету Міністрів України
2002 - нагороджений Дипломом Міжнародного академічного рейтингу популярності та якості «Золота Фортуна»
2003 - нагороджений Хрестом пошани «За духовне відродження»
2007 - нагороджений нагрудним знаком «За наукові досягнення»
2004 - дійсний член Української академії наук
2000 - член-кореспондент Академії педагогічних і соціальних наук
2016-2017 - почесні грамоти Департаменту освіти і науки Запорізької облдержадміністрації

## Наукова, педагогічна та навчально-методична робота
Сфери наукових інтересів: управління освітою, менеджмент освіти, аксіологічна компонента управління освітою. Виступив автором ідеї нового напрямку педагогіки — «провідництво в освіті». Автор понад 100 наукових і навчально-методичних праць.
Здійснює керівництво аспірантами, консультує докторські програми, опонує кандидатські та дисертації.
Керує всеукраїнським проектом «Енциклопедія вищої освіти».

## Наукові публікації
Монографії, навчальні посібники
- Аксіологічний потенціал державного управління освітою : навчальний посібник / В. В. Крижко, І. О. Мамаєва. – Київ : Освіта України, 2005. 218 с. [Архівовано 15 липня 2020 у Wayback Machine.]
- Антологія аксіологічної парадигми освіти : навчальний посібник / Василь Крижко. – Київ : Освіта України, 2005. - 435 с. [Архівовано 15 липня 2020 у Wayback Machine.]
- Вища освіта та Європейський освітній простір : навчальний посібник  / Василь Крижко, Марк Елькін, Ольга Старокожко, Ксенія Тільчарова, Ольга Грицайова. – Бердянськ : Видавець Ткачук О. В., 2015. – С. 274-376. (Тема 8, 9,10).
- Теорія та практика менеджменту в освіті : навчальний посібник. - Видання II-ге допрацьоване. - Київ : Освіта України, 2005. - 256 с [Архівовано 14 липня 2020 у Wayback Machine.].
- Управління освітою: рефлексивний підхід : колективна монографія / за заг. ред. проф. В. В. Крижка. – Бердянськ : Видавець Ткачук О. В., 2016. – 608 с. (Розділ 1,3,4,5,8)

Статті в іноземних наукових фахових виданнях
- Системний підхід до управління університетом : сборник научних трудов Sworld. – Выпуск 3, Том 19. – Иваново : МАРКОВА АД, 2013. – С.73-80 [Архівовано 20 березня 2022 у Wayback Machine.].
- Эмерджентные стратеги в управлении университетом // Create Space 4900 LaCross Road, North Charleston, SC, USA 29406 2013.

Матеріали міжнародних науково-практичних конференцій
- Міжнародна науково-практична конференція "Тенденції розвитку вищої освіти в Україні: європейський вектор". – Ялта : РВНЗ КГУ, 2011.
- Международная научно-практическая конференция "Совершенствование системы образования как фактор обеспечения безопасности и развития страны". – Москва : РАО Московский психолого-социальный университет, 2012.
- V Міжнародна науково-практична конференція "Антропологічні виміри науки й освіти: досягнення та перспективи". - Мелітополь, 2012.
- II Международная научно-практическая конференция. - Москва, 2013.
- Всеукраїнська науково-практична конференція з міжнародною участю "Технології формування педагогічного професіоналізму майбутніх учителів", 27-28 лютого 2014 р. - Мелітополь.
- VIII Міжнародна науково-практична конференція : "Педагогіка вищої школи: методологія, теорія, технології", 2-4 листопада 2014 р. - Кіровоград.
- IX Міжнародна науково-практична конференція "Педагогіка вищої школи: методологія, теорія, технології", 21-23 жовтня 2015. - Київ-Камʼянець-Подільський.